# 純色獴
純色獴（學名Salanoia concolor），也叫棕尾獴，食肉目獴科的一種，其种加词“concolor”意为“同色的”、“纯色的”。只分佈於非洲馬達加斯加島上。